# Theatermanagement
Theatermanagement umfasst die Leitung, Steuerung und Organisation eines Theaterbetriebes und ist auf jeden Theaterbetrieb, wie auch auf Theaterfestivals, Produktionshäuser und Freie Gruppen übertragbar.
Theatermanagement ist der Überbegriff für Ansätze und Instrumente, um einen Theaterbetrieb zu leiten und dessen Auftrag umzusetzen:
- Vorstellungen zu zeigen
- ein Publikum zu erreichen,
- künstlerische Persönlichkeiten, Stile und letztlich auch
- die Institution Theater weiterzuentwickeln.

Man unterscheidet dabei zwischen einem personalisierten (Intendanz), teamorientierten (Direktorium) und kollektiven Managementansatz.

## Zum Begriff
Theatermanagement geht zurück auf die US-amerikanische Studie von James Baumol und James Bowen (1966) Performing Arts: The economic Dilemma, in der die US-amerikanischen Theater hinsichtlich ihrer wirtschaftlichen Performance untersucht worden sind. Diese Studie ist 50 Jahre später – veröffentlicht in der Publikation Theater, Krise und Reform – in modifizierter Form für das öffentliche deutsche Theatersystems nachvollzogen worden.
Bisher wurde Management am Theater als Verwaltungs- und Rechtswesen unter der Deutungshoheit eines Intendanten verstanden. Zunehmend bildet sich ein ganzheitliches SystemischesTheatermanagement (STM) heraus, das künstlerische und Management-Aspekte und -Instrumente gleichberechtigt in sich aufnimmt, und von einer rein wirtschaftlichen Betrachtung der Leistungen und Ergebnisse des Theaters absieht. Beim STM werden die Rahmenbedingungen, der gesellschaftliche Wertewandel und das Theater als Institution mit einer spezifischen Organisationskultur berücksichtigt. Es ist als nachhaltiges und balancierendes Management konzipiert: ausgerichtet auf den Erhalt und die Entwicklung der Ressourcen und der gesamten Institution.

## Instrumente und Ansätze des Theatermanagements
Zu den wesentlichen Instrumenten zählen betriebs- und personalwirtschaftliche Funktionen, rechtliche, organisatorische, planerische, konzeptionelle und Instrumente der Kommunikation.

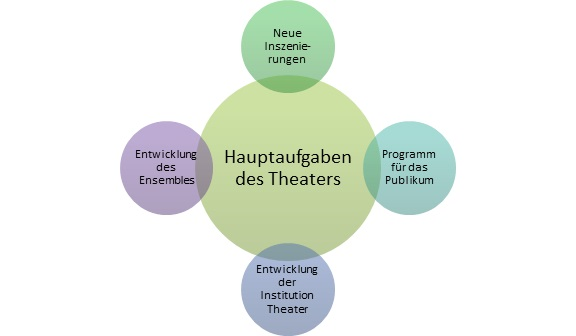
Hauptaufgaben des Theaters / Main Functions of Theatre

Dabei unterscheiden wir im Wesentlichen zwischen einem künstlerischen und einem betriebswirtschaftlichen Ansatz. Bisher wurden zur Umsetzung einfacher Managementaufgaben Verwaltungen aufgebaut, die rechtliche, betriebs- und personalwirtschaftliche Funktionen ausübten. Heute fließen in das Management des Theaters sowohl künstlerische als auch betriebswirtschaftliche Instrumente und Ziele ein. Hierzu zählen z. B. die künstlerische Qualität der Produktionen, die Einspielquote, die erreichten Zuschauer je Geldeinheit sowie der kombinierte Performance-Index, der mehrere quantitative und qualitative Indikatoren miteinander kombiniert. Dadurch wird der bislang eng geführte Ansatz des Theatermanagements alter Schule, der Management als Verwaltungswesen unter der Deutungshoheit der Intendanz versteht, stark verändert und geöffnet.
Vor dem Hintergrund der sich vollziehenden gesellschaftlichen Veränderungen (Ruf nach Partizipation und Diversity) und der neuen Anforderungen an das Management eines Theaters (Compliance, Organisations- und Personalentwicklung) reichen die bisherigen Funktionen nicht mehr aus.

## Systemisches Theatermanagement
Systemisches Theatermanagement begreift die Leitung und Organisation eines Theaterbetriebes unter Berücksichtigung:
- der Gleichberechtigung künstlerischer und wirtschaftlicher Ziele,
- der Rahmenbedingungen (Politik, Wirtschaft, Gesellschaft),
- des gesellschaftlichen Wertewandels und
- des Theaters als Institution mit einer spezifischen Organisationskultur
- in einem System anderer Theater und freier Gruppen und Ensembles.

Während früher die Bespielung der Bühnen und die Erbauung des Publikums im Mittelpunkt standen, verfolgen die Theatermacher mit ihrer Arbeit heute vier Ziele: Stabilität (Balance), Nachhaltigkeit und Zukunftsfähigkeit des Theaterbetriebes, und künstlerische Exzellenz. Im Laufe der letzten Jahre hat sich der anfangs auf künstlerische Exzellenz fokussierte Blick immer stärker in Richtung Nachhaltigkeit und Stabilität der Institution Theater gerichtet. Theaterprogramme werden unter der Maßgabe ihres künstlerischen, wirtschaftlichen und institutionellen Nutzens konzipiert. Zu den klassischen Managementaufgaben kommt das Management der Umweltbeziehungen hinzu. Damit wird das Theater mit den Rahmenbedingungen synchronisiert.

## Die Funktionsbereiche des Theatermanagements

### Organisation des Theaters und arbeitsteiliges Management
Die Aufgabe moderner Theatermanager ist es, die verschiedenen Funktionen und Arbeitsbereiche einander zuzuordnen und damit eine Grundorganisation (Organigramm) als Voraussetzung für den Theaterbetrieb zu schaffen. Das Management teilt den verschiedenen Abteilungen Aufgaben zu und überprüft regelmäßig, ob die Organisation vor dem Hintergrund der Aufgaben und der zur Verfügung stehenden Ressourcen optimal verläuft oder modifiziert werden muss. In Übersicht 1 sind die 16 Managementbereiche im Theater aufgeführt, wobei sich einzelne Bereiche auch zusammenfassen lassen. Im Folgenden sollen die wichtigsten Bereiche einzeln vorgestellt werden.
| Funktion                 | Arbeitsbereiche                                                                               |
| Theater-Leitung \| Strg. | Leitung und Steuerung des Theaterbetriebes                                                    |
| Personalmanagement       | Personalleitung und -entwicklung                                                              |
| Betriebswirtschaft       | Wirtschafts- und Finanzplanung, Abrechnungen, Bilanzierung, Prüfung, Controlling und Revision |
| Vertragsmanagement       | Rechtsabteilung bzw. Justiziariat, Verträge                                                   |
| Programm                 | Entwicklung und Konzeption, Spielplanung, Projekte                                            |
| Qualitätsmanagement      | Qualität des Programms, der Inszenierungen, des Repertoires                                   |
| Betriebsdirektion        | Planung und Disposition der Proben und Vorstellungen                                          |
| Produktionsleitung       | Leitung der einzelnen Produktionen, kompletter Ablauf                                         |
| Technische Leitung       | Leitung aller technischen Abläufe, technische Disposition                                     |
| Gastspielmanagement      | Management von Kooperationen und Gastspielen                                                  |
| Education                | Theaterpädagogisches Management                                                               |
| Audience Development     | Besucherbetreuung und -entwicklung                                                            |
| Public Relations         | Public Relations und Marketing                                                                |
| Vertriebsmanagement      | Preise, Vertriebswege, Ticketing, Kassen, Besucherverwaltung                                  |
| Lobbyarbeit              | Management der Kontakte zur Politik, Lobbykonzepte                                            |
| Sponsoring               | Management der Kontakte zu Freunden und Unternehmern                                          |

Übersicht 1: Funktionen und Arbeitsbereiche im Theater

### Theater-Leitung und -Steuerung
Theatermanagement im engeren Sinne ist Theater-Leitung. Die Theater werden heute in der Regel von einem Intendanten als zentralem und bislang oft alleinigem Manager geleitet. Dieser ist sowohl für die künstlerischen wie auch die administrativen Aufgaben zuständig. Es zeichnet sich jedoch ab, dass das Management eines großen und komplexen Theaterbetriebes auch vor dem Hintergrund der Aufgabenfülle (Übersicht 1) zukünftig nicht mehr nur von einer Person alleinverantwortlich zu handhaben ist, weshalb neue Leitungsformen entstehen. Hierzu zählen die Doppelspitze mit einem geschäftsführenden Direktor, oder das Direktorium, mit einer Zahl mehrerer gleichberechtigter Direktoren (künstlerische und administrative Leitung, Spartenchefs, Betriebs- und Technischer Direktor) ohne Intendanten. Einige Theater, zum Beispiel in Essen, Mannheim und Lübeck, und auch das Theaterhaus Jena praktizieren diese modernen Leitungsformen bereits heute sehr erfolgreich. Die genannten Theater zeichnen sich durch einen hohen Publikumszuspruch, einen optimierten Einsatz der Ressourcen und künstlerische Exzellenz aus.

### Produktionsmanagement
Das Management der Produktionen wird in der Regel durch die Theaterleitung, den Spartendirektor oder einen Produktionsleiter verantwortet. Er ist auch verantwortlich für den reibungslosen Verlauf des Produktionszyklus des jeweiligen Stückes.

### Personalmanagement
Die Leiter der Theater engagieren die Mitarbeiter und Künstler der Ensembles in den Sparten (Oper, Schauspiel, Tanz/Ballett). Diese werden für einen bestimmten Zeitraum von in der Regel zwei und mehr Spielzeiten (Jahren) vertraglich fest an das jeweilige Haus gebunden werden. Hinzu kommen Technik und Verwaltung. Das Personalmanagement umfasst zudem Aufgaben der Personalentwicklung, in zweierlei Hinblick: zur besseren Sichtung und Anstellung (Recruiting) von Künstlern, wie auch zur Entwicklung von Aufstiegschancen von Mitarbeitern und zur Förderung von Kollegen mit Kindern.

### Spielplanung
Die meisten Theater erarbeiten und präsentieren als Repertoirebetrieb über die Spielzeit hinweg viele verschiedene Neuinszenierungen und Stücke, die in einem Spielplan zusammengefasst werden. Die Erstellung eines solchen Spielplanes gehört zu den Hauptaufgaben im Theatermanagement und obliegt inhaltlich der Abteilung Dramaturgie.

### Planung und Disposition
Theatermanagement sichert die Planung und Realisierung von Vorstellungen, Neuinszenierungen und sonstigen Arbeiten, und organisiert den Einsatz der Ressourcen. Hierzu gehören Erstellung, Monitoring und Absicherung der Wirtschafts-, Personal- und Dienstpläne mit bestmöglichen künstlerischen Ergebnissen bei optimaler Allokation der Ressourcen.

### Finanzmanagement
Im Rahmen der zunehmenden Finanzknappheit der Kommunen und Bundesländer und der damit verbundenen Kürzungen der Zuwendungen ist das sorgfältige Management der finanziellen Zuwendungen (Subventionen) in den Theatern immer mehr in den Mittelpunkt gerückt. Auf die Theater angewandt, konnten dadurch in den letzten Jahren viele Stellen und Sparten an den Theatern erhalten werden.

### Marktbeobachtung und Kooperationen
Das Theatermanagement findet in einem gesellschaftlichen Raum statt, in dem die Gunst der Zuschauer hart umkämpft ist. Neben den öffentlichen Theatern gibt es auch freie und private Theater, die ebenfalls Schauspiel, Tanz oder Musiktheater anbieten. Betrachtet man die Kulturausgaben eines Bundeslandes, sind die öffentlichen Theater finanziell jedoch deutlich besser gestellt: Sie erhalten weit über 50 % der Gesamtausgaben. Für die freie Projektarbeit, zu der vorrangig freie Theaterensembles und -projekte zählen, stellen die Länder und Kommunen lediglich zwischen 5 und 15 % ihrer Kulturausgaben zur Verfügung.

### Stake-Holder Management
Beinahe jede Theaterleitung ist heute mit einer Vielfalt an Problemen konfrontiert. Hierzu zählen die tendenziell sinkende Subventionsrate, die hohe Krisenanfälligkeit und Fragilität der Theater und die unzureichende Unterstützung der Theater durch die Politik. Allein in den letzten zwanzig Jahren sind 14 Theaterbetriebe in Deutschland geschlossen oder fusioniert worden, sodass die Zahl der öffentlichen Theater im Jahre 2016 nur noch 140 umfasst. Vor allem die Kürzungsbestrebungen der öffentlichen Träger und der immer häufiger anzutreffende Umstand, dass die Tarifsteigerungen nicht durch Zuschuss-Erhöhungen abgefangen werden, haben in den letzten zehn Jahren ca. 40 Theater, vor allem in den Neuen Bundesländern, in akute Krisengefahr gebracht. Zudem verlieren die Theater seit Jahren Zuschauer und Zuspruch in den Städten, vor allem unter den jungen Menschen. Damit verbunden ist eine sinkende Legitimation der Theater in der Bevölkerung.
Die Vernetzung mit der Politik zählt deshalb heute zu den wichtigen Aufgaben eines modernen Theatermanagements. In der Regel hat die Kulturpolitik verglichen mit anderen Politikfeldern in Deutschland einen sinkenden Stellenwert. So steigt der Legitimationsdruck immer weiter. Deshalb ist es wichtig, dass das Management eine kontinuierliche Beobachtung des politischen Umfeldes und eine darauf fußende Lobbyarbeit betreibt, um die Geltung der eigenen Institution zu verbessern.

### Partizipation und Chancengleichheit im Theater
Diskussionen (u. a. initiiert von der Initiative ensemble-netzwerk) über demokratische Prozesse und Mitspracherecht der Mitarbeiter in den Theatern, soll die Lage der künstlerischen Mitarbeiter an den Theatern verbessern und deren Mitspracherechte stärken. Parallel dazu findet eine Diskussion über die Rolle des Intendanten und das Intendantenmodell statt.

## Organisationstypen von Theatern
Für die Arbeit eines Theaters und sein Management sind dessen Organisation, Rechtsform und Trägerstruktur entscheidende Arbeitsvoraussetzungen. Die Trägerschaft wird durch den Gesellschaftsvertrag und die damit verbundene Satzung bestimmt. Hierin wird das Verhältnis zwischen dem Träger (Bund/Land/Kommune) und der Theaterinstitution definiert und geregelt. Dies sind die wichtigsten Reglements für das individuelle Theatermanagement am jeweiligen Theater. Hieraus lässt sich auch ableiten, welchen organisatorischen und finanziellen Gestaltungsspielraum die jeweilige Theaterleitung hat.
Grundlage der Organisation ist die Rechtsform des Theaters. Durch sie werden die Aufsichts-, die Leistungs-, Haftungs- und Betriebspflichten geregelt. Man kann zwischen folgenden wichtigen rechtlichen Organisationsformen unterscheiden: Regiebetrieb, Eigenbetrieb, gGmbH, Zweckverband, Stiftung, Anstalt des öffentlichen Rechts, gAG, Holding, GbR und einem Verein. Im Laufe der vergangenen Jahre vollzog sich in Deutschland ein Wechsel im Hinblick auf die Rechtsform der Theaterhäuser. Mitte der 90er Jahre waren ca. 50 % aller Theaterhäuser als Regiebetrieb organisiert, heute werden die meisten Häuser als GmbH oder als Eigenbetrieb geführt. Dies ermöglicht vielfach auch wichtige Veränderungen in den Strukturen des Theaterbetriebs und sorgt langfristig für den Erhalt der Institution. Leider werden die sich daraus ergebenden Reformmöglichkeiten noch zu wenig wahrgenommen. Zusammenfassend lässt sich sagen, dass es nicht die eine, beste Rechtsform für Theater gibt, aber nach intensiver Beschäftigung lassen sich Vor- und Nachteile für das eigene Theater genau bestimmen.

## Krisen und Krisenmanagement
Viele Krisen an Theatern werden durch selbst- oder fremdverschuldete finanzielle Fehlentwicklungen ausgelöst, z. B. Entzug von Unterstützung durch die Politik und finanzieller Absicherung, steigende Personalkosten oder die Trennung von künstlerischen und verwaltenden Abteilungen, die zu Reibungsverlusten führt.
Krisen entwickeln sich zuerst allmählich und dann sehr plötzlich und schnell, z. B. weil den Aufsichtsgremien oder den Theatermanagern der geschulte Blick für die Fein- und Besonderheiten eines Betriebs und für die kleineren Fehlstellungen und Dysbalancen fehlt, die zumeist Anzeichen für mögliche Krisen sind.

## Ausbildung
Die Hochschule für Musik und Darstellende Kunst Frankfurt am Main ist derzeit die einzige Hochschule in Deutschland, die mit dem Masterprogramm Theater- und Orchestermanagement einen eigenständigen Studiengang zur gezielten Vorbereitung auf Managementaufgaben und die Leitung von Theatern, Ensembles, Gruppen und Produktionen anbietet. Der von Thomas Schmidt und Norbert Abels geleitete Studiengang bildet in jedem Jahr 8 bis 10 neue Studierende in den Kursen Theatermanagement, Theater- und Urheberrecht, Orchester- und Musikmanagement, Betriebswirtschafts- und Managementlehre, Produktionsleitung und -management, Education, Spielplanung und Disposition, Kulturpolitik und Ästhetik aus, verknüpft mit zwei Fachpraktika und einem engen Bezug zu den Theatern in Hessen.
Der Studiengang ist mit der von Prof. Heiner Goebbels geleiteten Hessischen Theaterakademie (HTA) vernetzt, einer Ausbildungs-Akademie, die mit zehn Theatern und vier Hochschulen auch projektbezogenen zusammenarbeitet. Zudem baut der Studiengang derzeit mit dem Institut DasArts in Amsterdam und mit der Tisch School an der New York University eine enge Zusammenarbeit zum internationalen Berufsbild des Creative Producer auf, wozu im April 2016 in Amsterdam eine Konferenz der beteiligten Institute stattfand.